# Jacobello Alberegno
Jacobello Alberegno, död 1397, var en venetiansk konstnär.
Alberegnos liv är mycket lite känt. I sina verk är han en efterföljare till Lorenzo Veneziano och anknyter även till Paolo Veneziano.